# ۱۹۸ (عدد)
۱۹۸(صد و نود و هشت) یک عدد طبیعی است که بعد از ۱۹۷ و قبل از ۱۹۹ قرار دارد.